# Hadjina opacaria
Hadjina opacaria là một loài bướm đêm trong họ Noctuidae.